# Limnius muelleri
Limnius muelleri är en skalbaggsart som först beskrevs av Wilhelm Ferdinand Erichson 1847.  Limnius muelleri ingår i släktet Limnius, och familjen bäckbaggar. Arten har ej påträffats i Sverige.